# Imprint
Imprint (Brasil: Marcas Do Terror ) é o décimo-terceiro episódio da primeira temporada da série televisiva Masters of Horror, de 2006. O roteiro foi escrito por Daisuke Tengan com base no romance de Shimako Iwai. O episódio foi dirigido por Takashi Miike. Foi programado para estrear a 27 de janeiro do mesmo ano, mas o plano foi abortado pela Showtime por conta de preocupações acerca de seu conteúdo perturbador ao extremo. Foi lançado a 26 de setembro em DVD.

## Sinopse
O filme enfoca os restos de um Japão do século XIX acerca de um jornalista americano que sai em busca de um passado perdido. Esperando encontrar o amor que deixou para trás, ele segue à sua procura em uma ilha sombria em meio a um grupo de prostitutas. Ao passar a noite com uma mulher exótica, ele vai aos poucos desvendando histórias terríveis sobre a vida da moça e descobre uma série de fatos cruéis relacionados à sua própria amada.
Christopher (Billy Drago) é um jornalista norte-americano que, na época vitoriana, viaja ao Japão em busca de Komono (Ito), uma namorada a quem havia prometido resgatar da prostituição e levar para os Estados Unidos. Após uma busca incessante, finalmente aporta em uma ilha povoada exclusivamente por prostitutas. Ele é convencido a passar a noite no local. Numa determinada habitação conhece uma particular e misteriosa moça alojada ao fundo de uma grande jaula ou prisão. A pedido de Christopher, ela começa a contar a sua vida, plena de humilhações e tristezas. Decorrido um tempo, ele lhe conta acerca de uma jovem, da qual está apaixonado e que gostaria de reencontrar. A misteriosa mulher lhe responde que conhece Komono, já que era a concubina mais solicitada do prostíbulo.
Desfigurada e alterada, a moça afirma ter uma relação mais estreita com os mortos do que com os vivos. Ela lhe diz que Komono esteve no local, porém se enforcou depois de se certificar que seu amor não voltaria. Angustiado, o visitante busca consolo com a bebida. Contudo, antes que dormisse, solicita à moça que lhe narre uma história. Ela então relata seu passado. Sua mãe, uma parteira, se viu obrigada a vendê-la a um bordel depois que seu pai morreu, e finalmente ela acabou na ilha. Komono era a moça mais popular, fazendo com que as outras lhe tivessem inveja. Quando o anel de jade da responsável pelo bordel foi roubado, Komono acabou responsabilizada pelo delito e torturada para que confessasse. Após sofrer terríveis sevícias, tais quais, ter as axilas queimadas e agulhas cravadas em suas unhas e gengivas, ela se suicidou por conta da vergonha e tormento.
Profundamente chocado, Christopher se nega a acreditar no relato e roga pela verdade. A jovem, então, inicia outra narração. Sua história começa por sua infância. Seu pai era um alcoólatra e sua mãe uma aborteira. Ainda menina, acabou recolhida por um sacerdote budista que, presumivelmente, abusou dela. Seu pai, na verdade, nunca morrera de enfermidade pulmonar. Ela o golpeou até a morte por tentar violá-la. Em seguida, foi também vendida para a prostituição. A seguir, concedeu ao americano uma nova versão do obscuro destino de sua amada Komono. Apesar da bondade e lealdade da companheira de infortúnio, de quem se tornou amiga, a menina desfigurada roubou o anel de jade de sua senhora e armou um plano para culpar sua companheira. Consequentemente, ela foi torturada e veio posteriormente a falecer. 
Ao ouvir a narrativa, Christopher perdeu o controle e ficou desesperadamente convencido de que algo ainda estaria oculto. Lhe rogou toda a verdade. Então a moça lhe revelou um terrível segredo. Uma cabecinha em forma de mão, escondida por baixo de seus cabelos, chamada por ela de "irmãzinha", era sua gêmea parasita. Sua mãe e seu pai eram irmãos. E a gêmea parasita teria sido fruto do incesto. Foi sua irmã parasita quem ordenou para que matasse seu pai e ainda roubasse o anel. À medida que o americano se apercebe da existência da verdade, a gêmea parasita começa a lhe falar em voz alta e  aguda como se fosse Komono. Christopher, vitimado pela loucura, ameaça disparar seu rifle e mandá-las para o inferno. Ela lhe responde que aonde quisesse ir, sempre estaria no inferno. Então, ele dispara no coração da jovem e em sua cabeça. Antes de morrer, o corpo da jovem se converte em Komono.
O fim retrata o americano em uma prisão japonesa cumprindo condenação pelo assassinado da jovem. É alimentado por um balde contendo fetos abortados. O aprisionado toma o balde entre seus braços e canta uma canção de ninar, acompanhado somente pelos fantasmas de seu passado.

## Produção
O diretor japonês Takashi Miike foi um dos cineastas escolhidos para criar um episódio da série Masters of Horror. Considerado um diretor deliberadamente transgressor, cujo trabalho é admirado por uma parte substancial da jovem geração de críticos de internet e fãs de terror, acabou rotulado como repulsivo e sádico pela maior parte da mídia. Imprint é baseado em uma história japonesa de terror, "Bokkee Kyotee", de Shimako Iwai.
Miike explicou as razões pelas quais resolveu filmá-lo. "Tinha um ar que me apreciava. Além disso, o tipo de história se parecia muito com um kaidan, uma história de medo tradicional, anterior ao gênero terror." 
As cenas de violência e dos fetos abortados são representações gráficas que o diretor pensava estarem no limite da aceitabilidade. 
"Pensei que tinha razão. Que estava dentro dos limites de tolerância da televisão americana. Enquanto estava filmando, continuamente me assegurava de que não ultrapassaria nenhum limite, porém, calculei mal, evidentemente."
Após obter uma vista prévia do episódio, Mick Garris, o criador da série e produtor executivo, solicitou que fosse editado para que o conteúdo fosse suavizado. Porém, apesar de algumas mudanças, a Showtime considerou que era demasiado inquietante para ir ao ar na televisão. Portanto, o episódio, que seria transmitido a 27 de janeiro, foi cancelado e foi o único da série a não ser transmitido nos Estados Unidos.

## Elenco
- Billy Drago
- Youki Kudoh
- Michie
- Toshie Negishi
- Shimako Iwai